# Arthur Mole

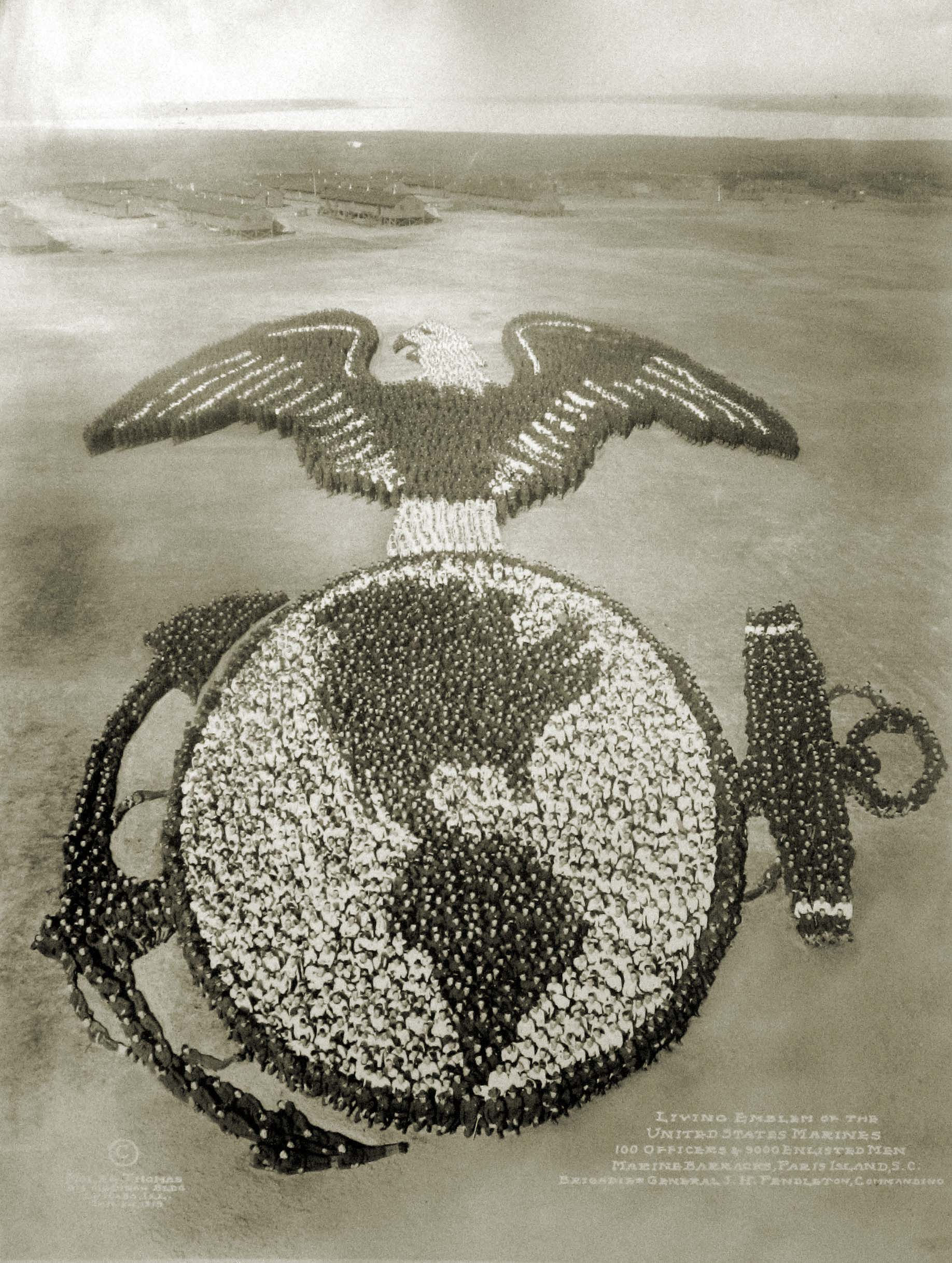
Živý znak námořní pěchoty Spojených států, Mole a Thomas, 1919

Arthur Samuel Mole (7. ledna 1889 Lexden, Essex, Anglie – 14. srpna 1983 Fort Lauderdale na Floridě, USA) byl britský naturalizovaný americký komerční fotograf. Proslavil se řadou „živých fotografií“ pořízených během první světové války, ve kterých byly uspořádány desítky tisíc vojáků, záložníků a dalších členů armády, aby vytvořily masivní kompozice. Přestože by tyto masy lidí při pohledu ze země nebo přímo nad nimi vypadaly bezvýznamné, při pohledu z vrcholu 80 metrů vysoké rozhledny se zjevně zdálo, že se jedná o různé vlastenecké tvary (anamorfóza). Klíčem bylo fotografovat lidi z jednoho místa, kde se linie perspektivy rozdělily na srozumitelné obrazy. Jeho partnerem v tomto úsilí byl John D. Thomas.

## Živé fotografie
Mole emigroval do Spojených států se svou rodinou v roce 1903, když mu bylo 14 let. Pracoval jako komerční fotograf v Sionu v Illinois na severu Chicaga. Během první světové války cestoval do různých armádních a námořních táborů, aby realizoval své masivní kompozice. Je považován za průkopníka v oblasti skupinové fotografie. Provedení fotografií s tak velkými čísly a spoléhání se na perspektivní linie, rozprostírající se více než sto metrů, vyžadovalo týden přípravy a pak hodiny času, aby se skutečné formace postavily. Mole stál na pozorovací věži a křičel do megafonu nebo k uspořádání desítek tisíc vojáků používal dlouhou tyč s bílou vlajkou.
Z tohoto období je nejslavnějších deset obrázků. Patří k nim obrázky Woodrowa Wilsona, Liberty Bell, Socha svobody, Amerického orla a také emblémy YMCA a spojeneckých vlajek. The Human U.S. Shield vyžadoval umístění 30 000 lidí; The Liberty Bell 25 000.
Moleova práce je uvedena ve sbírkách Chicago Historical Society, Metropolitan Museum of Art, San Francisco Museum of Modern Art a Congress of Library. Fotografie byly znovu představeny veřejnosti v čísle Martha Stewart Living vydaném v červenci 2007.

## Galerie

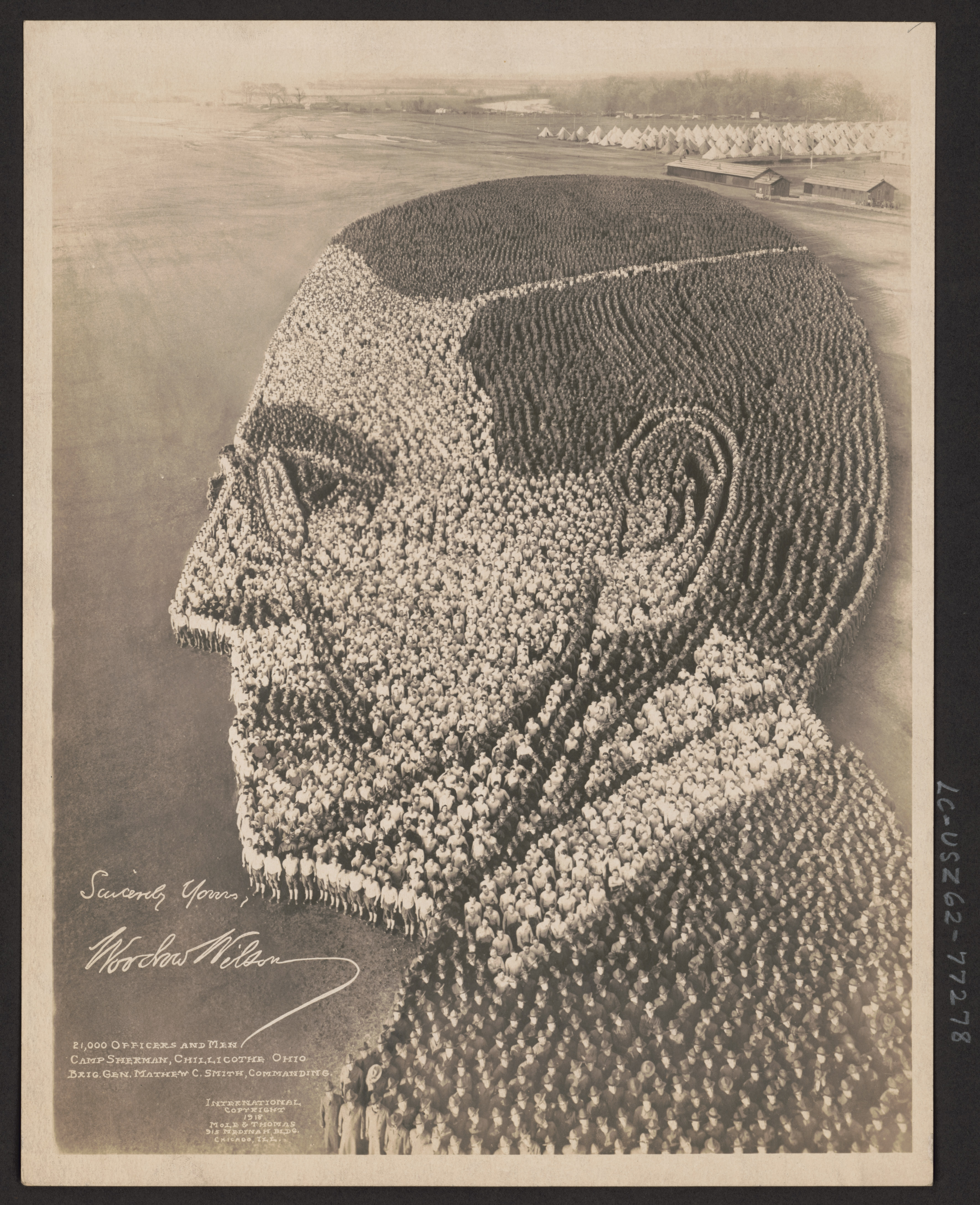
„Woodrow Wilson“, 21 000 lidí
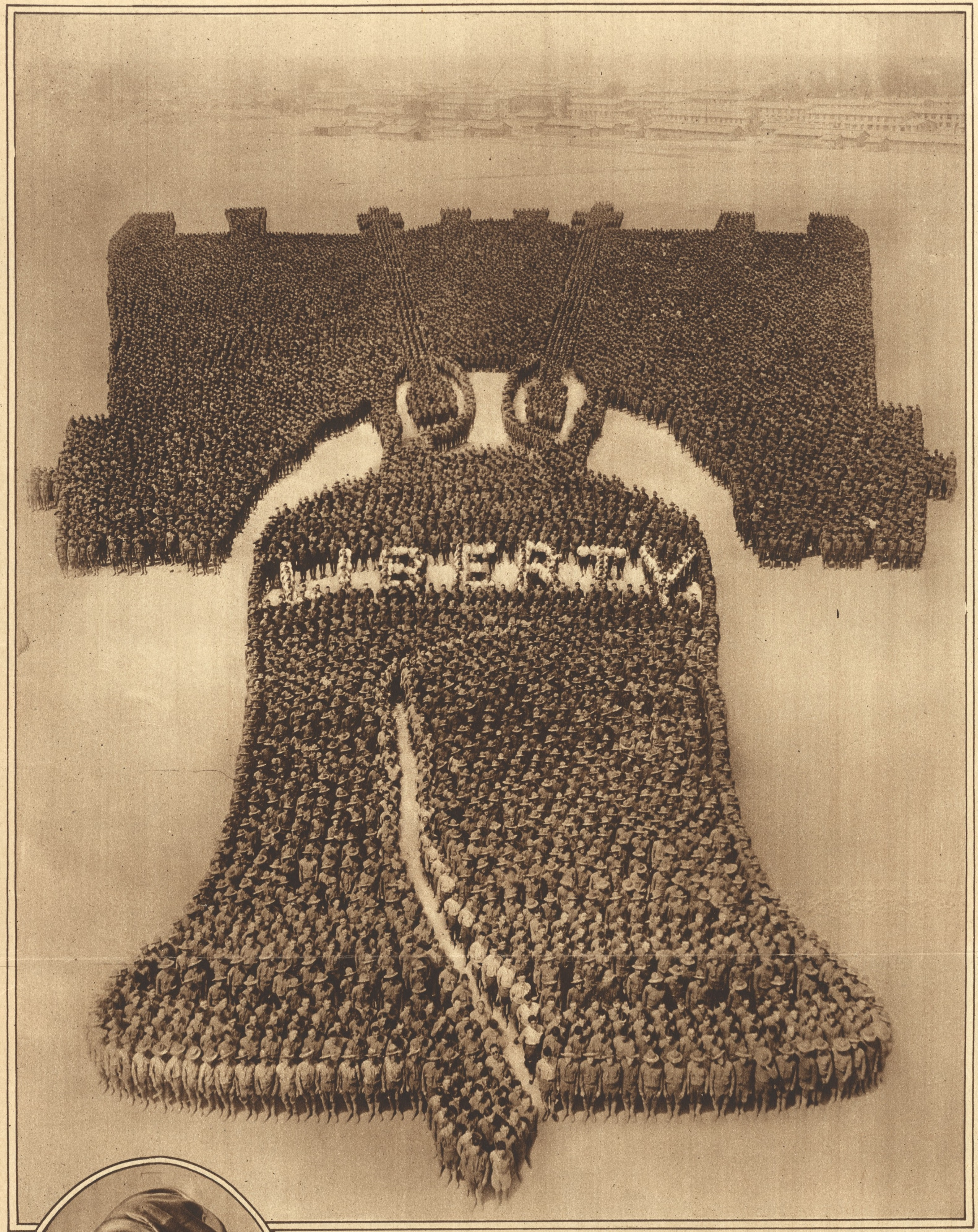
„The Human Liberty Bell“, 25 000 lidí
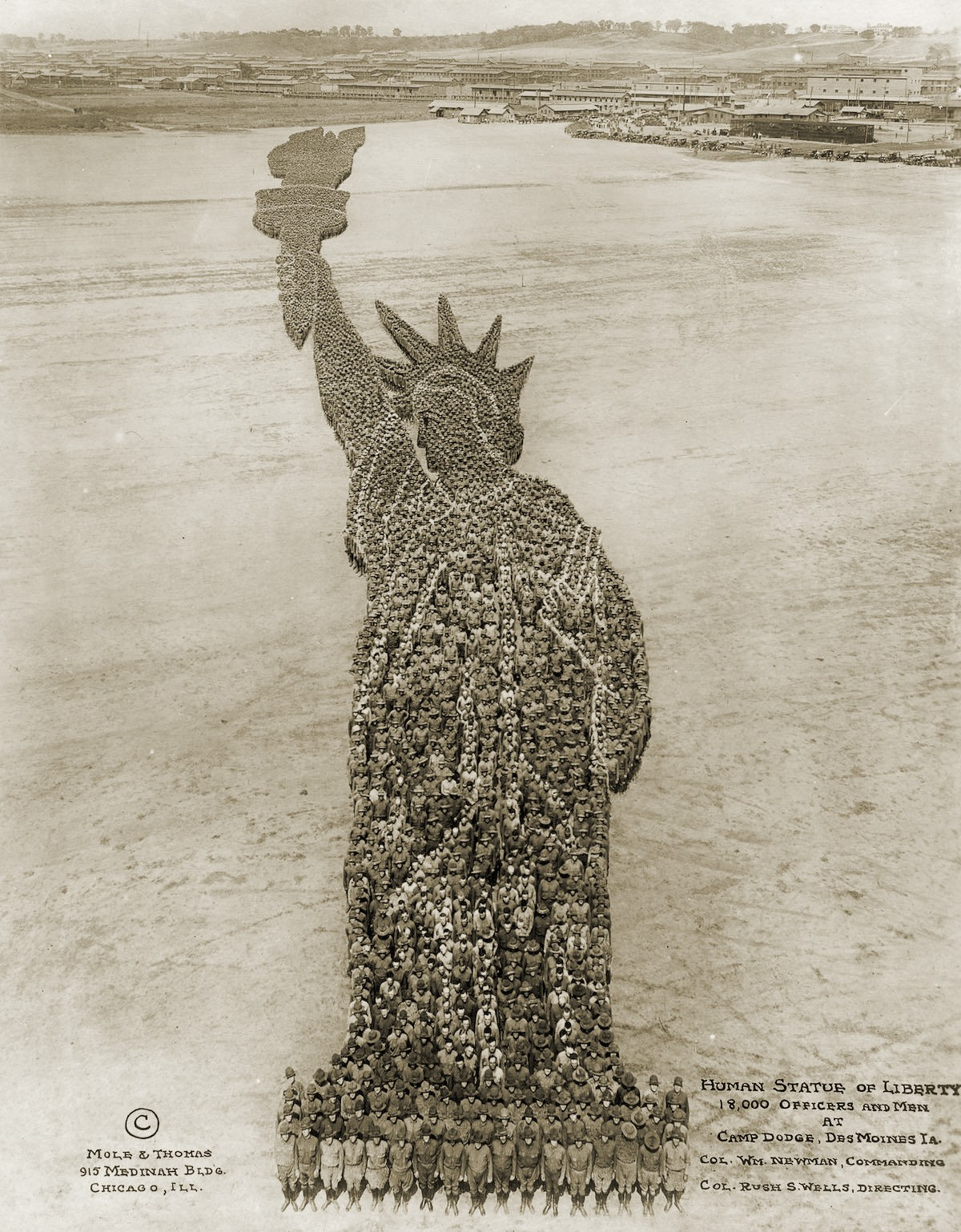
„Lidská socha svobody“, 18 000 lidí
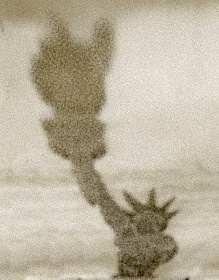
Aproximace „Lidské sochy svobody“ shora
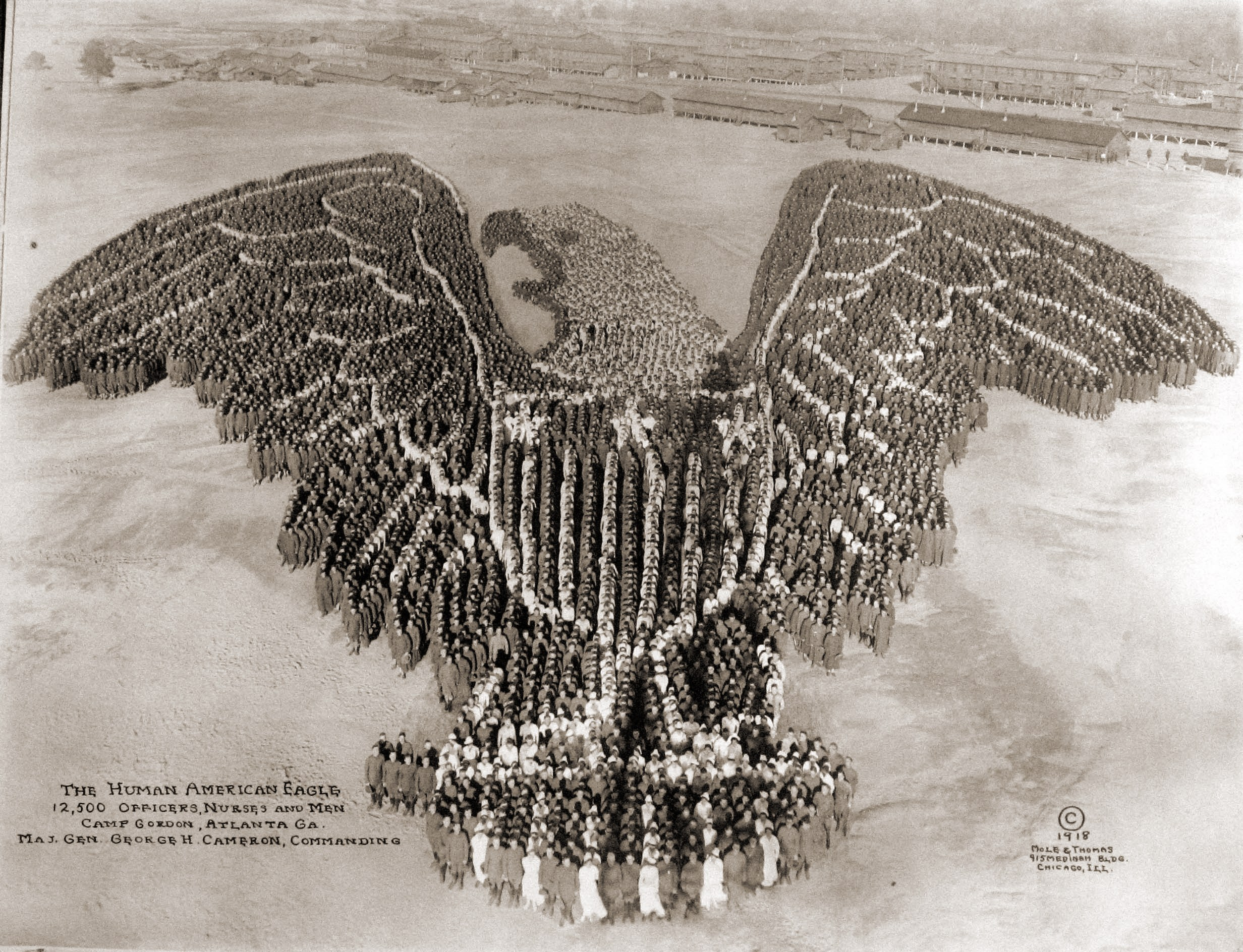
„The American American Eagle“, 12 500 lidí
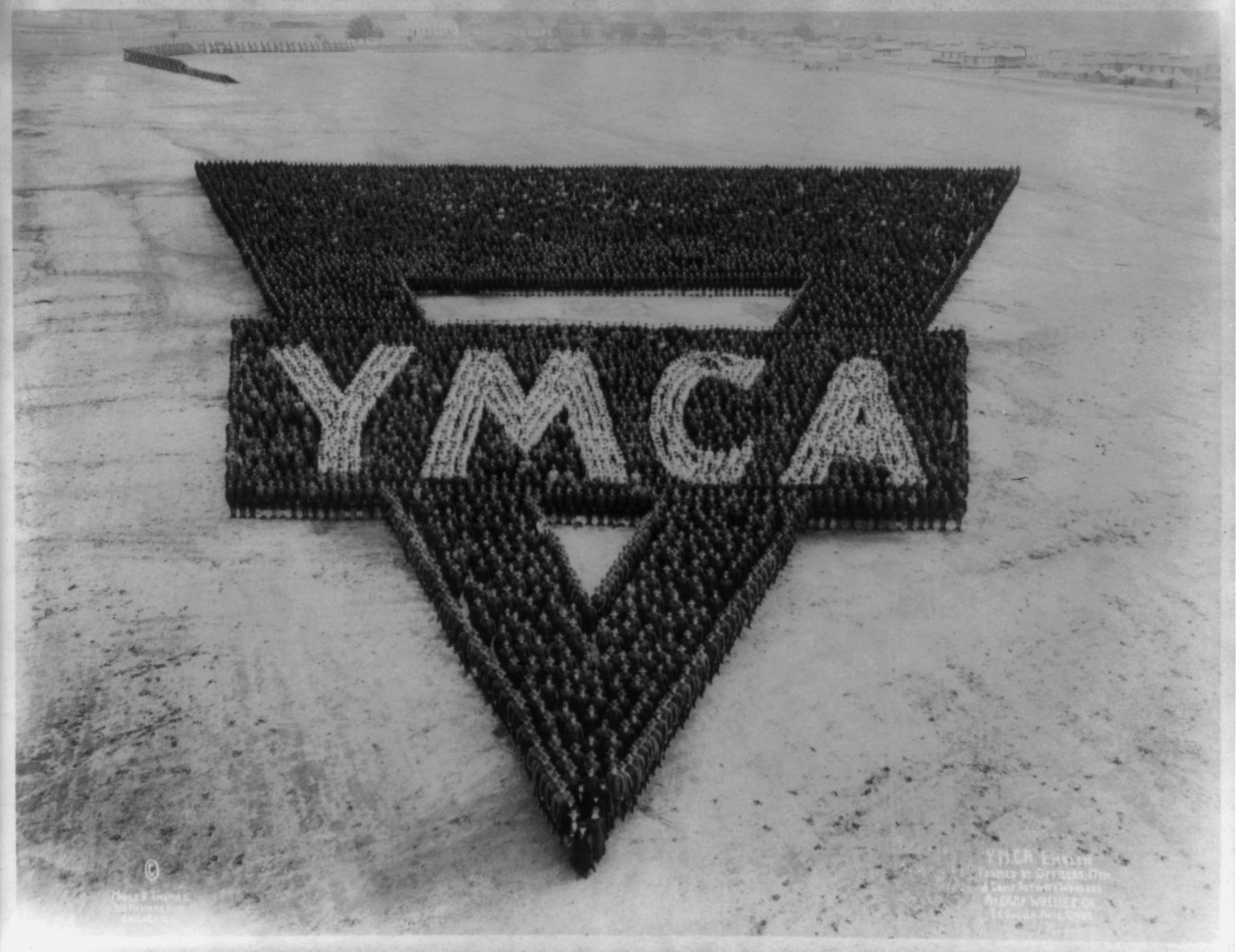
Znak YMCA
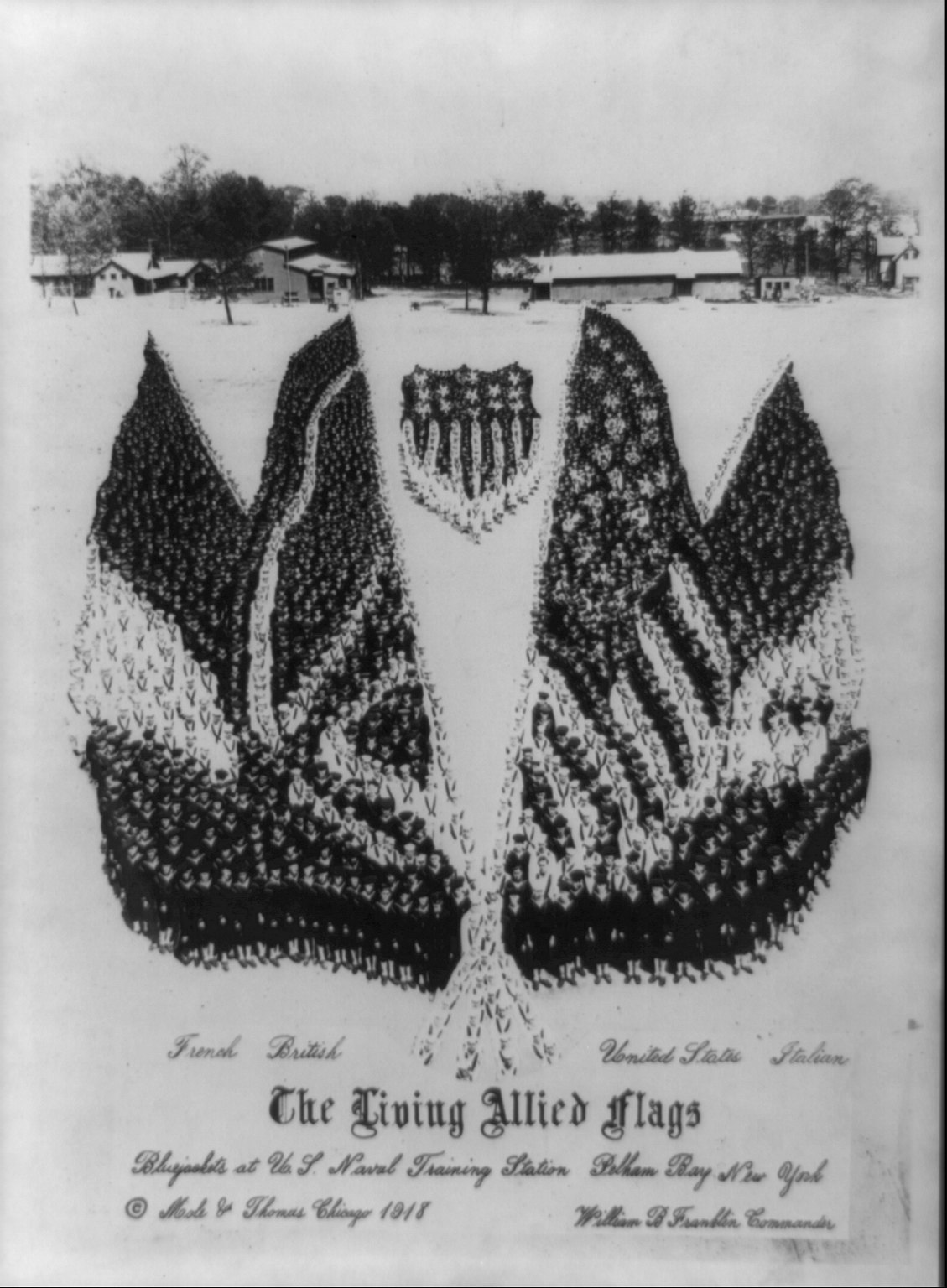
„Živé spojenecké vlajky“
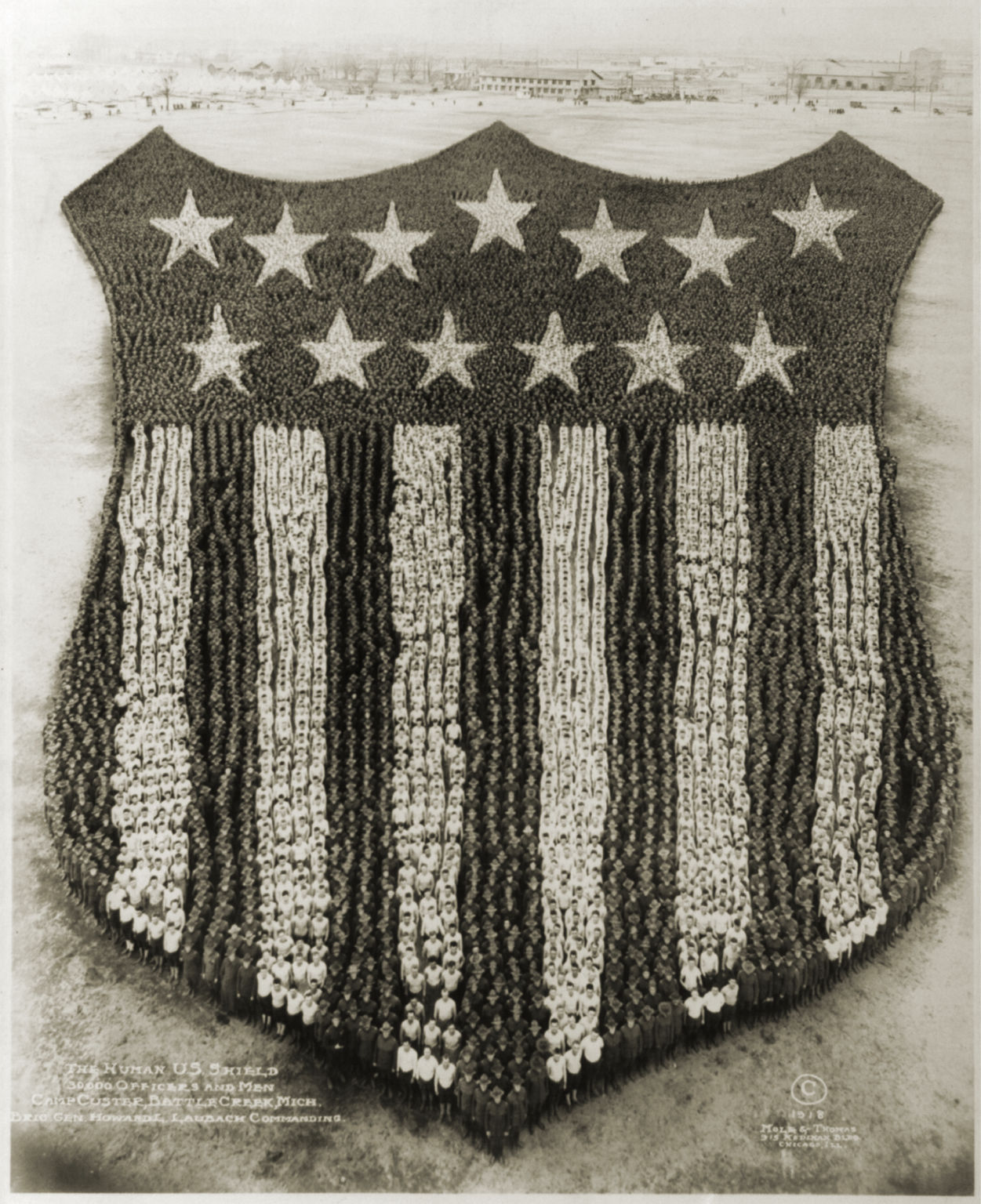
„The Human US Shield“, 30 000 lidí

## Moderní příklady
Jeho technika je používána v současném vojenském public relations kontextu. 

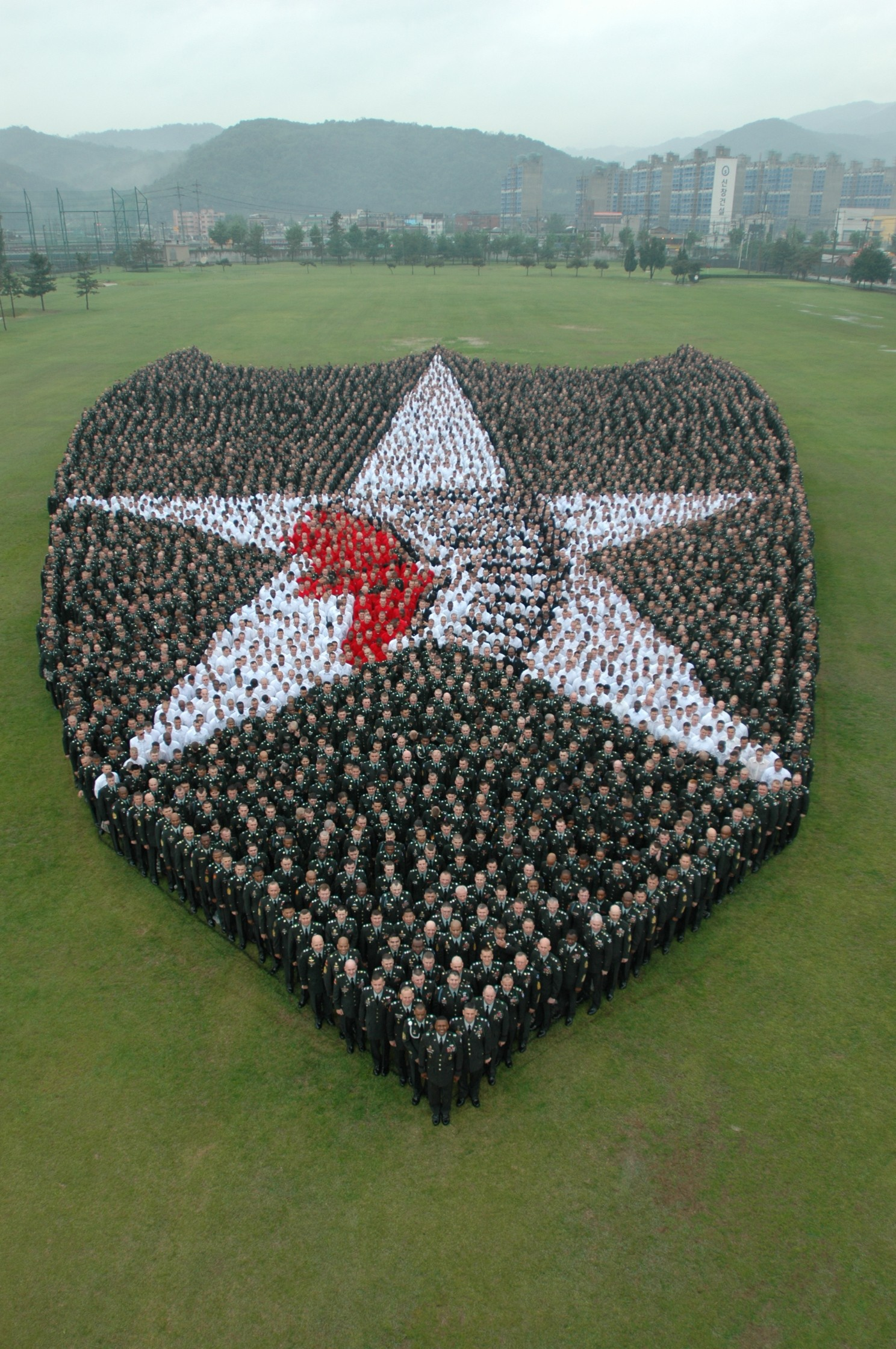
Přibližně 5 000 vojáků z 2. pěší divize vytváří lidskou verzi erbu divize Indianhead, Camp Casey, Korea, 2009
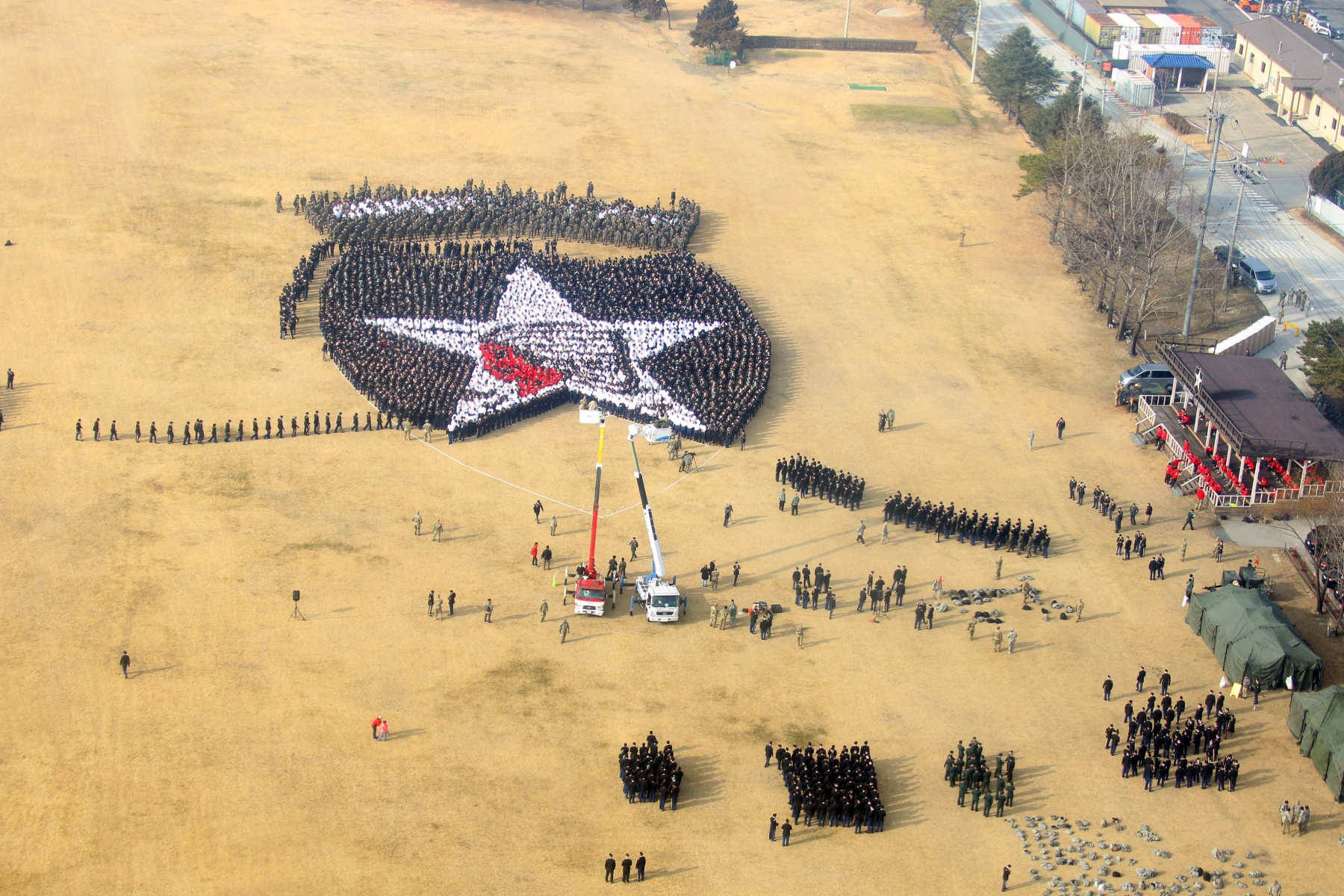
Organizace kompozice živého obrazu, 2. pěší divize, 2016